# Ptyssiglottis caudata
Ptyssiglottis caudata är en akantusväxtart som först beskrevs av Otto Stapf, och fick sitt nu gällande namn av B. Hansen. Ptyssiglottis caudata ingår i släktet Ptyssiglottis och familjen akantusväxter. Inga underarter finns listade i Catalogue of Life.